# ضأن خام
ضأن خام (الاسم العلمي: Oreamnos)، جنس حيوانات لبونة من فُصيلة الوعليات. والماعز الجبلي هو النوع الحي الوحيد في الجنس. حتى نهاية العصر الحديث الأقرب، كان هناك نوع آخر من الضأن الخام، Oreamnos harringtoni (منقرض)، كان ينتشر في التكوين أو التشكل الحديث للجنوب.